# 雷伊伯恩 (阿拉巴馬州)
雷伊伯恩（英語：Rayburn）是一個位於美國阿拉巴馬州馬歇爾縣的非建制地區。該地的面積和人口皆未知。

## 地理
雷伊伯恩的座標為34°20′56″N 86°16′03″W / 34.34889°N 86.26750°W，而該地的平均海拔高度為189米（即620英尺）。